# Минимальный размер оплаты труда в Хорватии
Минимальный размер оплаты труда в Хорватии — установленный минимум оплаты труда, который работодатель может платить своему работнику, и за который работник может законно продать свой труд. Регулируется Законом о минимальной заработной плате (хорв. Zakon o minimalnoj plaći) и определяется как наименьшая месячная заработная плата работника, работающего полный рабочий день, при 40-часовой рабочей неделе до вычета налогов.
Для работников, которые не работают полный рабочий день, минимальная заработная плата устанавливается пропорционально их рабочему времени Дополнительная компенсация за сверхурочную работу, работу в ночное время, работу в воскресенье и праздничные дни не включается в минимальную заработную плату. Размер минимальной заработной платы индексируется один раз в год и действителен в течение следующего календарного года.
По состоянию на 1 января 2018 года минимальный размер оплаты труда брутто в Хорватии составляет 3439 HRK (около 460 €), что эквивалентно нетто сумме 2752 HRK (около 370 €) или 43% от среднемесячной заработной платы. В январе 2018 года минимальную заработную плату получали 45245 работников по сравнению с 80000 работниками в 2014 году.
С 1 января 2019 года минимальный размер оплаты труда брутто в Хорватии составит 3749.80 HRK (506.68 €), что эквивалентно нетто сумме 3000 HRK (405.36 €) или 44.85% от среднемесячной заработной платы. Минимальный размер оплаты труда брутто в 2019 года вырастет по сравнению с 2018 года на 310 HRK (41.89€) с 3439.80 HRK (464.79 €) до 3749.80 HRK (506.68 €), а нетто на 9%, на 248 HRK (33.51 €) с 2752 HRK (371.85 €) до 3000 HRK (405.36 €). Это будет самое высокое однократное увеличение минимальной заработной платы с 2008 года. По оценкам Министерства труда Хорватии около 37000 человек в настоящее время получают минимальную заработную плату, поэтому это увеличение поднимет стандарты для наиболее подверженных риску бедности групп населения. Это рабочие, которые работают в текстильной, кожевенной, металлургической и деревообрабатывающей промышленностях.
По состоянию на 1 января 2021 года, минимальная месячная заработная плата в Хорватии до вычета налогов составляет 4 250 хорватских кун (или около 560 евро), или 3 400 хорватских кун (или 450 евро) после вычета налогов. Среди 21 государства-члена ЕС, которые регулируют размер минимальной заработной платы, Хорватия занимает пятое место.
С 1 января 2022 года минимальный размер оплаты труда брутто в Хорватии составляет 4687.50 хорватских кун (623.42 €), а нетто 3750 хорватских кун (499.22 €).
С 1 января 2023 года минимальный размер оплаты труда брутто в Хорватии составит 700 €, а нетто 560 €.
С 1 января 2024 года минимальный размер оплаты труда брутто в Хорватии составит 840 €, а нетто 677 €.
С 1 января 2025 года минимальный размер оплаты труда брутто в Хорватии составит 970 €, а нетто 750 €.
| Минимальный размер оплаты труда | Минимальный размер оплаты труда |
| Год                             | Минимальный размер оплаты труда |
| ------------------------------- | ------------------------------- |
| 1996                            | 1024 кун                        |
| 1997                            | 1045 кун                        |
| 1998                            | 1370 кун                        |
| 1999                            | 1500 кун                        |
| 2000                            | 1700 кун                        |
| 2001                            | 1700 кун                        |
| 2002                            | 1800 кун                        |
| 2003                            | 1858.50 кун                     |
| 2004                            | 1951.25 кун                     |
| 2005                            | 2080.75 кун                     |
| 2006                            | 2169.65 кун                     |
| 2007                            | 2298 кун                        |
| 01.01.2008 – 01.07.2008         | 2441.25 кун                     |
| 01.07.2008 – 31.05.2009         | 2747 кун                        |
| 01.06.2009 – 31.05.2010         | 2814 кун                        |
| 01.06.2010 – 31.05.2011         | 2814 кун                        |
| 01.06.2011 – 31.05.2012         | 2814 кун                        |
| 01.06.2012 – 31.05.2013         | 2814 кун                        |
| 01.06.2013 – 31.12.2013         | 2984.78 кун                     |
| 01.01.2014 – 31.12.2014         | 3017.61 кун                     |
| 01.01.2015 – 31.12.2015         | 3029.55 кун                     |
| 01.01.2016 – 31.12.2016         | 3120 кун                        |
| 01.01.2017 – 31.12.2017         | 3276 кун                        |
| 01.01.2018 – 31.12.2018         | 3439.80 кун                     |
| 01.01.2019 – 31.12.2019         | 3749.80 кун                     |
| 01.01.2020 – 31.12.2020         | 4062.51 кун                     |
| 01.01.2021 – 31.12.2021         | 4250 кун                        |
| 01.01.2022 – 31.12.2022         | 4687.50 кун                     |
| 01.01.2023 – 31.12.2023         | 700 евро                        |
| 01.01.2024 – 31.12.2024         | 840 евро                        |
| 01.01.2025 – 31.12.2025         | 970 евро                        |